# Liste von Bienenkrankheiten
Die nachfolgende Liste ist eine Aufzählung von Krankheiten der Honigbienen (Gattung Apis), insbesondere der Westlichen Honigbiene (A. mellifera) und ihrer Auslöser (Ursachen oder Erreger).

## Krankheitsbilder
Benannte Krankheitsbilder und ihre Ursachen sind:

### Viruserkrankungen
Derzeit sind mehr als 21 Honigbienenviren bekannt.
Eine Auswahl – durch das International Committee on Taxonomy of Viruses (ICTV) mit Stand Januar 2021 noch unbestätigte Vorschläge in Anführungszeichen:
- Familie Dicistroviridae

- Gattung Aparavirus

- Akute Bienenparalyse – Akutes Bienenparalysevirus (englisch Acute bee paralysis virus, ABPV, englisch Acute paralysis virus, APV)
- Israelisches Akute-Paralyse-Virus (Israelisches Akute-Bienenparalyse-Virus, en. Israeli acute paralysis virus, IAPV)
- Kaschmir-Bienen-Virus (en. Kashmir bee virus, KBV)

- Gattung Cripavirus

- Aphid lethal paralysis virus (ALPV, auch Aphid lethal virus): Bienen-pathogener Stamm (en. strain) Brookings (ALPV-AM, gefunden in Spanien und Brookings, USA)

- Gattung Triatovirus

- Schwarze Königinnenzellen – Schwarzes Königinnenzellvirus (en. Black queen cell virus, BQCV)

- ohne Gattungszuweisung

- „Big Sioux River virus“ (BSRV)
- „Trübes Flügelvirus“ (en. „Cloudy wing virus“, CWV)

- Familie Iflaviridae

- Gattung Iflavirus

- Flügeldeformation – Flügeldeformationsvirus (Deformed wing virus, DWV) inklusive Kakugo-Virus (KV, KaV)
- Varroa destructor virus 1 (VDV-1)
- Lähmung der Vorderbeine – Langsames Bienenlähmungsvirus (auch Langsames Lähmungsvirus, en. Slow bee paralysis virus, SBPV, Slow paralysis virus, SPV)
- Sackbrut — Sackbrut-Virus (en. Sacbrood Virus, SBV)
- „Bienen-Iflavirus 1“ (en. „Bee iflavirus 1“, BeeIV-1)

- Familie Iridoviridae

- Gattung Iridovirus

- Invertebrate iridescent virus 6 (IIV-6)

- Familie Sinhaliviridae

- Gattung Sinaivirus

- Lake-Sinai-Virus 1 und 2 (en. Lake Sinai Virus 1, 2; LSV1 und LSV2)
- „Lake-Sinai-Virus 3“ bis „7“ (LSV3 bis LSV7)

- Familie Tymoviridae

- Gattung Maculavirus

- „Bee Macula-Like virus 2 “ (BeeMLV-2)

- ohne Gattungszuweisung

- „Bee Macula-like virus [1]“ (BeeMLV, BeeMLV-1)
- „Varroa destructor macula-like virus“ (VdMLV)

- weitere Kandidaten ohne Zuweisung zu einer Familie oder Gattung:

- Ansteckende Schwarsucht / Isle of Wight Disease (IoWD) – „Chronisches Bienenlähmungsvirus“ (auch „Chronisches Bienenparalysevirus“, en. „Chronic bee paralysis virus“, CBPV) (befällt auch Ameisen wie Formica rufa und Camponotus vagus) Die zuerst auf der britischen Isle of Wight beobachtete Bienenkrankheit Isle of Wight Disease (IoWD) galt zunächst als durch Milben verursacht (Acarapiose, s. u.). Offenbar waren aber früher durch verschiedene Erreger verursachte Krankheiten vermischt worden. Heute gilt aber das CBPV als Erreger.
- „Apis mellifera filamentous virus“ (AmFV)

### Bakterienerkrankungen
- Amerikanische Faulbrut (AFB), — Erreger: Paenibacillus larvae (Bakterien)
- Europäische Faulbrut (EFB) — Haupterreger: Melissococcus plutonius, daneben: Enterococcus faecalis, Paenibacillus alvei, Achromobacter eurydice (Bakterien)

### AuslöserProtisten
- Amöbenruhr (Malpighamoebiose) — Malpighamoeba mellificae (Amöben)
- Crithidia (Trypanosomatida)
- Apicystis bombi (Apicomplexa) – befällt neben Hummeln auch Honigbienen (Apis mellifera), u. a. in Finnland (1990), Italien und Patagonien (2013).

### Auslöser Pilze
- Steinbrut — Aspergillus flavus (Schimmelpilze)
- Nosemose (früher Nosematose) — Nosema apis (Mikrosporidien)
- Kalkbrut — Ascosphaera apis (Pilze)

### Auslöser tierischeParasiten/Parasitoide
- Acarapiose (Tracheenmilben-Krankheit) — Acarapis woodi （Tracheenmilbe aus der Familie Tarsonemidae, ursprünglicher Wirt ist vermutlich die Östliche Honigbiene (Apis cerana)
- Varroose (früher Varroatose) — Varroa-Spezies, beispielsweise V. destructor, V. jacobsoni und V. underwoodi (Milben)
- Große und Kleine Beutenkäfer (Hyplostoma fuligineus und Aethina tumida, englisch larger and small hive beetle, Insekten)
- Asiatische Hornisse (Vespa velutina): Die Art gelangte 2004 erstmals nach Frankreich und breitet sich seither in Europa aus. Zum Ausmaß des Schadens als Fressfeind der Honigbiene liegen noch keine genauen Zahlen vor.
- Wachsmotten:

- Die Große Wachsmotte (Galleria mellonella, Familie der Zünsler) schädigt Bienen eher indirekt: Die Raupen fressen an den Waben (Pollen, Bienenwachs), verspinnen dabei aber auch die Puppen der Bienen.
- Die Kleine Wachsmotte (Achroia grisella, Familie der Zünsler) schädigt vorzugsweise vorgeschädigte Bienenstöcke: Die Raupen ernähren sich von Pollen, Honig, Bienenwachs und gelegentlich auch von der Bienenbrut.

Bei den Wachsmotten sollte beachtet werden, dass diese auch als Gesundheitspolizei wirken können und daher unter gegebenen Umständen von Nutzen für die Gesundheit der Bienen sein können.

### Vergiftungen
Vergiftungen der Bienen werden gewöhnlich dutch Insektizide und andere Pflanzenschutzmittel verursacht. Thematisiert wird in diesem Zusammenhang immer wieder die bienenschädigende Rolle der Neonicotinoide, von der außer Honigbienen auch Hummeln und andere Wildbienen etc. betroffen sind.
Weitere möglich Ursachen für Vergiftungen sind giftige Nektar- oder Pollenbestandteile.

### Sonstige oder unklare Auslöser
- Buckelbrütigkeit (Weisellosigkeit, auch Drohnenbrütigkeit) durch fehlende, unbefruchtete oder alte, spermienlose Königin, dazu auch
- Weisellosigkeit (Fehlen einer Königin mit verschiedenen Ursachen)
- Maikrankheit (Wassermangel)
- Ruhr (Stress)
- Schwarzsucht – Symptom mit verschiedenen Auslösern
- Unterkühlung (Kälte)